# Любительский чемпионат Украины по футболу
Любительский чемпионат (укр. Аматорський чемпіонат України з футболу) — футбольная любительская лига Украины. Проводится под патронажем Ассоциации любительского футбола Украины.

## История
До провозглашения независимости проводился чемпионат Украинской ССР по футболу среди коллективов физической культуры.
Однако при поддержке местных органов власти и меценатов существуют и повсеместно организовуются новые любительские футбольные команды, которые несут праздник футбола всем своим болельщикам. На сегодняшний день на Украине их более 7000. Лучшие из них — победители областных или городских чемпионатов, представляют свои регионы в чемпионате Украины среди любительских команд. После завершения ежегодного розыгрыша команды обычно выбывают обратно в областные чемпионаты, но некоторые могут остаться в лиге на следующий сезон.

## Все призёры
| Сезон   | Зона    | Чемпион                                                                                           | 2-е место                                                                                         | 3-е место                                                                                         |
| ------- | ------- | ------------------------------------------------------------------------------------------------- | ------------------------------------------------------------------------------------------------- | ------------------------------------------------------------------------------------------------- |
| 1992/93 | 1       | «Бескид» Надворная                                                                                | «Калуш» Калуш                                                                                     | «Лада» Черновцы                                                                                   |
| 1992/93 | 2       | «Меховик» Тысменица                                                                               | «Адвис» Хмельницкий                                                                               | «Локомотив» Ровно                                                                                 |
| 1992/93 | 3       | «Интер» Боярка                                                                                    | «Керамик» Барановка                                                                               | «Динамо-3» Киев                                                                                   |
| 1992/93 | 4       | «Сириус» Кривой Рог                                                                               | «Авангард» Ровеньки                                                                               | «Вагоностроитель» Кременчуг                                                                       |
| 1992/93 | 5       | «Оскол» Купянск                                                                                   | «Шахтёр» Свердловск                                                                               | «Шахтёр» Снежное                                                                                  |
| 1992/93 | 6       | «Сурож» Судак                                                                                     | «Таврия» Новотроицкое                                                                             | «Благо» Благоево                                                                                  |
| 1993/94 | 1       | «Скифы» Львов                                                                                     | «Лада» Черновцы                                                                                   | «Покутье» Коломыя                                                                                 |
| 1993/94 | 2       | «Адвис» Хмельницкий                                                                               | «Керамик» Барановка                                                                               | «Оболонь» Киев                                                                                    |
| 1993/94 | 3       | «Трансимпекс» Вишнёвое                                                                            | «Лубны» Лубны                                                                                     | «Агросервис» Бахмач                                                                               |
| 1993/94 | 4       | «Авангард» Ровеньки                                                                               | «Вагоностроитель» Кременчуг                                                                       | «Кристалл» Торез                                                                                  |
| 1993/94 | 5       | «Металлург» Новомосковск                                                                          | «Шахтёр» Горловка                                                                                 | «Шахтёр» Свердловск                                                                               |
| 1993/94 | 6       | «Таврия» Новотроицкое                                                                             | «Тирас-2500» Белгород-Днестровский                                                                | «Благо» Благоево                                                                                  |
| 1994/95 | 1       | «Калуш» Калуш                                                                                     | «Ёлка» Великий Бычков                                                                             | «Покутье» Коломыя                                                                                 |
| 1994/95 | 2       | «Гарай» Жолква                                                                                    | «Заря» Хоростков                                                                                  | «Пробой» Городенка                                                                                |
| 1994/95 | 3       | «Оболонь» Киев                                                                                    | «Динамо-3» Киев                                                                                   | «Агросервис» Бахмач                                                                               |
| 1994/95 | 4       | «Спортинвест» Кривой Рог                                                                          | «Авангард» Мерефа                                                                                 | «Силур» Харцызск                                                                                  |
| 1994/95 | 5       | «Динамо» Славянск                                                                                 | «Шахтёр» Свердловск                                                                               | «Металлург» Купянск                                                                               |
| 1994/95 | 6       | «Портовик» Ильичёвск                                                                              | «Энергия» Южноукраинск                                                                            | «Первомайск» Первомайск                                                                           |
| 1995/96 | 1       | «Покутье» Коломыя                                                                                 | «Мебельщик» Черновцы                                                                              | «Карпаты» Рахов                                                                                   |
| 1995/96 | 2       | «Заря» Хоростков                                                                                  | «ЭНКО» Луцк                                                                                       | «Сокол» Радивилов                                                                                 |
| 1995/96 | 3       | «Бумажник» Малин                                                                                  | «Локомотив» Смела                                                                                 | «Строитель» Бровары                                                                               |
| 1995/96 | 4       | «Факел» Варва                                                                                     | «Электрон» Ромны                                                                                  | «Авангард» Мерефа                                                                                 |
| 1995/96 | 5       | «Авангард» Краматорск                                                                             | «Шахтёр» Ровеньки                                                                                 | «Строитель» Кривой Рог                                                                            |
| 1995/96 | 6       | «Портовик» Керчь                                                                                  | «Колос» Осокоровка                                                                                | «Благо» Благоево                                                                                  |
| 1996/97 | Финал   | «Электрон» Ромны                                                                                  | «Николаев» Николаев                                                                               | «Нефтяник» Долина                                                                                 |
| 1997/98 | Финал   | «Энергетик» Бурштын                                                                               | «Далис» Камышеваха                                                                                | «Кристалл» Пархомовка                                                                             |
| 1998/99 | Финал   | «Динамо» Львов                                                                                    | «Кристалл» Пархомовка                                                                             | «Факел» Варва                                                                                     |
| 1999    | 1999    | «Днестр» Овидиополь                                                                               | «Техно-Центр» Рогатин                                                                             | «Кристалл» Пархомовка                                                                             |
| 2000    | 2000    | «ГПЗ» Варва                                                                                       | «Нежин» Нежин                                                                                     | «Ковель» Ковель                                                                                   |
| 2001    | 2001    | «Шахтёр» Луганск                                                                                  | «Монолит» Константиновка                                                                          | «Уголёк» Димитров                                                                                 |
| 2002    | 2002    | «КЗЭСО» Каховка                                                                                   | «Факел-ГПЗ» Варва                                                                                 | «Водник» Николаев                                                                                 |
| 2003    | 2003    | «Молния» Северодонецк                                                                             | «Каховка» Каховка                                                                                 | «Горняк» Кривой Рог                                                                               |
| 2004    | 2004    | «КЗЭСО» Каховка                                                                                   | «Славянск» Славянск                                                                               | «Еднисть» Плиски                                                                                  |
| 2005    | 2005    | «Иван» Одесса                                                                                     | «Феникс-Ильичёвец» Калинино                                                                       | «ОДЭК» Оржев                                                                                      |
| 2006    | 2006    | «Шахтёр» Свердловск                                                                               | «Грань» Бузовая                                                                                   | «Ходак» Черкассы                                                                                  |
| 2007    | 2007    | «Бастион» Ильичёвск                                                                               | «Еднисть-2» Плиски                                                                                | «Лужаны» Лужаны                                                                                   |
| 2008    | 2008    | «Лужаны» Лужаны                                                                                   | «Торпедо» Николаев                                                                                | «Локомотив» Купянск                                                                               |
| 2008    | 2008    | «Лужаны» Лужаны                                                                                   | «Торпедо» Николаев                                                                                | «Еднисть-2» Плиски                                                                                |
| 2009    | 2009    | «Еднисть-2» Плиски                                                                                | «Торпедо» Николаев                                                                                | «Ирпень» Гореничи                                                                                 |
| 2009    | 2009    | «Еднисть-2» Плиски                                                                                | «Торпедо» Николаев                                                                                | «Славхлеб» Славянск                                                                               |
| 2010    | 2010    | «Мир» Горностаевка                                                                                | «Звягель-750» Новоград-Волынский                                                                  | «Еднисть-2» Плиски                                                                                |
| 2010    | 2010    | «Мир» Горностаевка                                                                                | «Звягель-750» Новоград-Волынский                                                                  | «ОДЕК» Оржев                                                                                      |
| 2011    | 2011    | «Новая жизнь» Андреевка                                                                           | «Путровка» Путровка                                                                               | «Торпедо» Николаев                                                                                |
| 2011    | 2011    | «Новая жизнь» Андреевка                                                                           | «Путровка» Путровка                                                                               | «Самбор» Самбор                                                                                   |
| 2012    | 2012    | «Карпаты» Коломыя                                                                                 | «Локомотив» Купянск                                                                               | «Гвардеец» Гвардейское                                                                            |
| 2012    | 2012    | «Карпаты» Коломыя                                                                                 | «Локомотив» Купянск                                                                               | «Совиньон» Таирово                                                                                |
| 2013    | 2013    | «ОДЭК» Оржев                                                                                      | «Рух» Винники                                                                                     | «Локомотив» Купянск                                                                               |
| 2013    | 2013    | «ОДЭК» Оржев                                                                                      | «Рух» Винники                                                                                     | «Заря» Белозорье                                                                                  |
| 2014    | 2014    | «Рух» Винники                                                                                     | «Пятихатская» Владимировка                                                                        | «ОДЭК» Оржев                                                                                      |
| 2014    | 2014    | «Рух» Винники                                                                                     | «Пятихатская» Владимировка                                                                        | «Колос» Ковалёвка                                                                                 |
| 2015    | 2015    | «Балканы» Заря                                                                                    | «Рух» Винники                                                                                     | «Колос» Зачепиловка                                                                               |
| 2015    | 2015    | «Балканы» Заря                                                                                    | «Рух» Винники                                                                                     | «Еднисть» Плиски                                                                                  |
| 2016    | 2016    | «Балканы» Заря                                                                                    | «Агробизнес» Волочиск                                                                             | «ОДЭК» Оржев                                                                                      |
| 2016    | 2016    | «Балканы» Заря                                                                                    | «Агробизнес» Волочиск                                                                             | «Врадиевка» Врадиевка                                                                             |
| 2016/17 | 2016/17 | «Агробизнес» Волочиск                                                                             | «Металлист 1925» Харьков                                                                          | «Чайка» Петропавловская Борщаговка                                                                |
| 2016/17 | 2016/17 | «Агробизнес» Волочиск                                                                             | «Металлист 1925» Харьков                                                                          | «Таврия-Скиф» Раздол                                                                              |
| 2017/18 | 2017/18 | «Виктория» Николаевка                                                                             | «Таврия-Скиф» Раздол                                                                              | «ОДЭК» Оржев                                                                                      |
| 2017/18 | 2017/18 | «Виктория» Николаевка                                                                             | «Таврия-Скиф» Раздол                                                                              | «Рочин» Сосновка                                                                                  |
| 2018/19 | 2018/19 | «ВПК-Агро» Шевченковка                                                                            | «Виктория» Николаевка                                                                             | «Малинск» Малинск                                                                                 |
| 2018/19 | 2018/19 | «ВПК-Агро» Шевченковка                                                                            | «Виктория» Николаевка                                                                             | «ЛНЗ-Лебедин» Лебедин                                                                             |
| 2019/20 | 2019/20 | «Виктория» Николаевка                                                                             | «Эпицентр» Дунаевцы                                                                               | «ОДЭК» Оржев                                                                                      |
| 2019/20 | 2019/20 | «Виктория» Николаевка                                                                             | «Эпицентр» Дунаевцы                                                                               | «ЛНЗ-Лебедин» Лебедин                                                                             |
| 2020/21 | 2020/21 | «ЛНЗ» Черкассы                                                                                    | «Виктория» Николаевка                                                                             | «Волчанск»                                                                                        |
| 2020/21 | 2020/21 | «ЛНЗ» Черкассы                                                                                    | «Виктория» Николаевка                                                                             | «Мотор» Запорожье                                                                                 |
| 2021/22 | 2021/22 | Турнир завершён досрочно без определения призёров на групповой стадии из-за российского вторжения | Турнир завершён досрочно без определения призёров на групповой стадии из-за российского вторжения | Турнир завершён досрочно без определения призёров на групповой стадии из-за российского вторжения |
| 2022/23 | 2022/23 | «Дружба» Мировка                                                                                  | «Штурм» Иванков                                                                                   | «Скала 1911» Стрый                                                                                |
| 2022/23 | 2022/23 | «Дружба» Мировка                                                                                  | «Штурм» Иванков                                                                                   | «Олимпия» Савинцы                                                                                 |
| 2023/24 | 2023/24 | «Агротех» Тишковка                                                                                | «Пробий» Городенка                                                                                | «Подоляны» Тернополь                                                                              |
| 2023/24 | 2023/24 | «Агротех» Тишковка                                                                                | «Пробий» Городенка                                                                                | «Олимпия» Савинцы                                                                                 |
| 2024/25 | 2024/25 | «Днестр» Залещики                                                                                 | «Атлет» Киев                                                                                      | «Агротех» Тишковка                                                                                |
| 2024/25 | 2024/25 | «Днестр» Залещики                                                                                 | «Атлет» Киев                                                                                      | «Ребел» Киев                                                                                      |

## Лучшие бомбардиры
| Сезон   | Футболист              | Клуб                             | Голов |
| ------- | ---------------------- | -------------------------------- | ----- |
| 1992/93 | Сергей Акименко        | «Шахтёр» Снежное                 | 23    |
| 1993/94 | Александр Довгалец     | «Адвис» Хмельницкий              | 27    |
| 1994/95 | Василий Ломака         | «Шахтёр» Свердловск              | 30    |
| 1995/96 | Андрей Чачкин          | «Заря» Хоростков                 | 7     |
| 1996/97 | Геннадий Стриляный     | «Электрон» Ромны                 | 9     |
| 1997/98 | Василий Костюк         | «Энергетик» Бурштын              | 9     |
| 1998/99 | Валерий Корнев         | «Факел» Варва                    | 10    |
| 1999    | Владимир Кресс         | «Днестр» Овидиополь              | 13    |
| 2000    | Гоча Гогохия           | «Нежин» Нежин                    | 14    |
| 2001    | Константин Пинчук      | «Шахтёр» Луганск                 | 20    |
| 2002    | Алексей Ананичев       | «КЗЭСО» Каховка                  | 13    |
| 2003    | Анатолий Процак        | «Донец»                          | 30    |
| 2004    | Владимир Лебедь        | «КЗЭСО» Каховка                  | 16    |
| 2005    | Алексей Антюхин        | «Феникс-Ильичёвец» Калинино      | 8     |
| 2006    | Игорь Яценкив          | «Сокол» Суховоля                 | 8     |
| 2007    | Ираклий Бурджанадзе    | «Бастион» Ильичёвск              | 9     |
| 2008    | Владимир Барановский   | «Сокол» Золочев                  | 8     |
| 2008    | Евгений Рябчук         | «Звезда» Киев                    | 8     |
| 2009    | Сергей Жигалов         | «Мир» Горностаевка               | 7     |
| 2010    | Юрий Перин             | «Звягель-750» Новоград-Волынский | 13    |
| 2011    | Роман Тормозов         | «Торпедо» Николаев               | 13    |
| 2012    | Денис Коваленко        | «Совиньон» Таирово               | 14    |
| 2013    | Роман Тормозов         | «Торпедо» Николаев               | 7     |
| 2014    | Анатолий Процак        | «Донец» Изюм                     | 15    |
| 2015    | Александр Бондаренко   | «Колос» Ковалёвка                | 11    |
| 2016    | Александр Петрук       | «Еднисть» Плиски                 | 7     |
| 2016/17 | Николай Темнюк         | «Агробизнес» Волочиск            | 18    |
| 2017/18 | Роберт Гегедош         | ФК «Минай»                       | 14    |
| 2018/19 | Михаил Коломоец        | «ВПК-Агро» Шевченковка           | 21    |
| 2019/20 | Константин Безъязычный | «Виктория» Николаевка            | 15    |
| 2020/21 | Вадим Шаврин           | «Сумы»                           | 22    |
| 2022/23 | Юрий Черепущак         | «Скала 1911»                     | 8     |
| 2023/24 | Тарас Громьяк          | «Агрон»                          | 15    |
| 2024/25 | Назар Волошин          | «Лесное»                         | 15    |